# Gatika
Gatika en basque ou Gatica en espagnol est une commune de Biscaye dans la communauté autonome du Pays basque en Espagne.
Le nom officiel de la ville est Gatika.
Le château de Butrón se trouve sur le territoire de la commune.

## Géographie

### Quartiers
| Quartier | Habitants (2001) |
| -------- | ---------------- |
| Butroe   | 100              |
| Garai    | 1000             |
| Gorordo  | 1900             |
| Igartua  | 300              |
| Libarona | 50               |
| Sertutxa | 606              |
| Ugarte   | 4                |
| Urresti  |                  |
| Zurbao   | 136              |

## Patrimoine

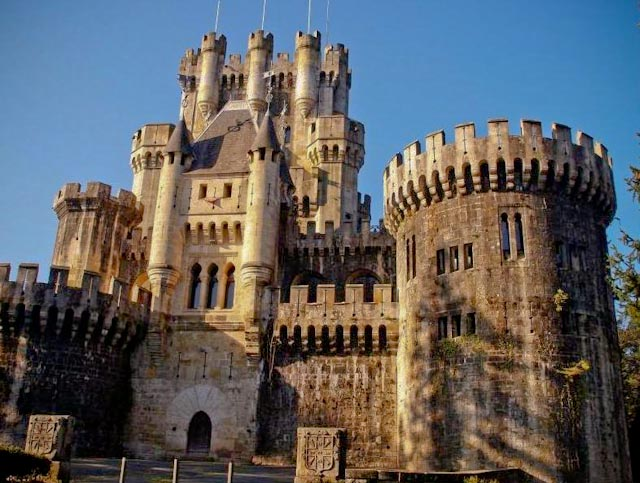
Le château de Butrón
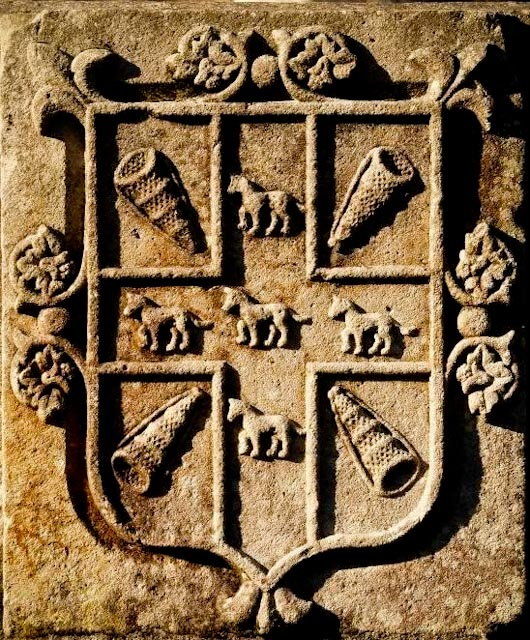
Armes des Butrón
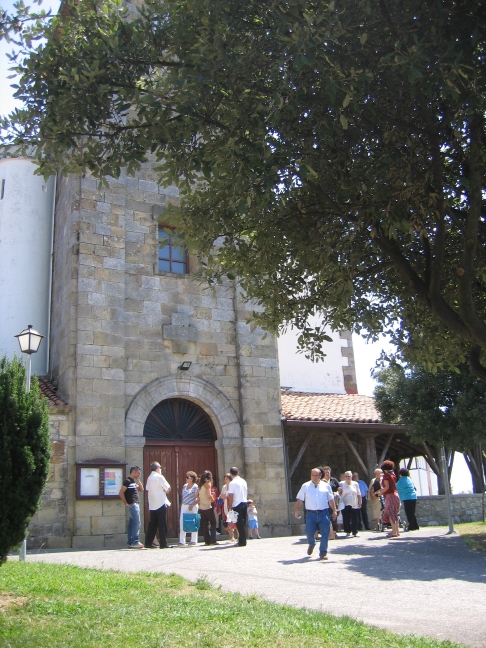
Église Santa María

### Sources
- (es)/(eu) Cet article est partiellement ou en totalité issu des articles intitulés en espagnol « Gatica (Vizcaya) » (voir la liste des auteurs) et en basque « Gatika » (voir la liste des auteurs).